# Yeonsu-gu
Yeonsu-gu es un distrito en Incheon, Corea del Sur.
Yeonsu-gu está situado en la costa que se encuentra a 32 km al oeste de Seúl. Es una ciudad dinámica, donde alrededor de 2,9 millones de personas viven juntas en la tierra con una superficie de 45.568 ㎢. Se formó en torno 'Neungheodae' que abraza la tradición histórica única de la primera época Baekje cuando se vitaliza la promoción de China. Como una ciudad de reciente levantamiento junto a las afueras de la ciudad metropolitana de Incheon, que está equipado con un hermoso mar y ciudades rodeados de agradable entorno natural, que está siendo desarrollado como el centro del noreste de Asia, mientras que la construcción de un nuevo puerto conectado al puerto de Incheon.

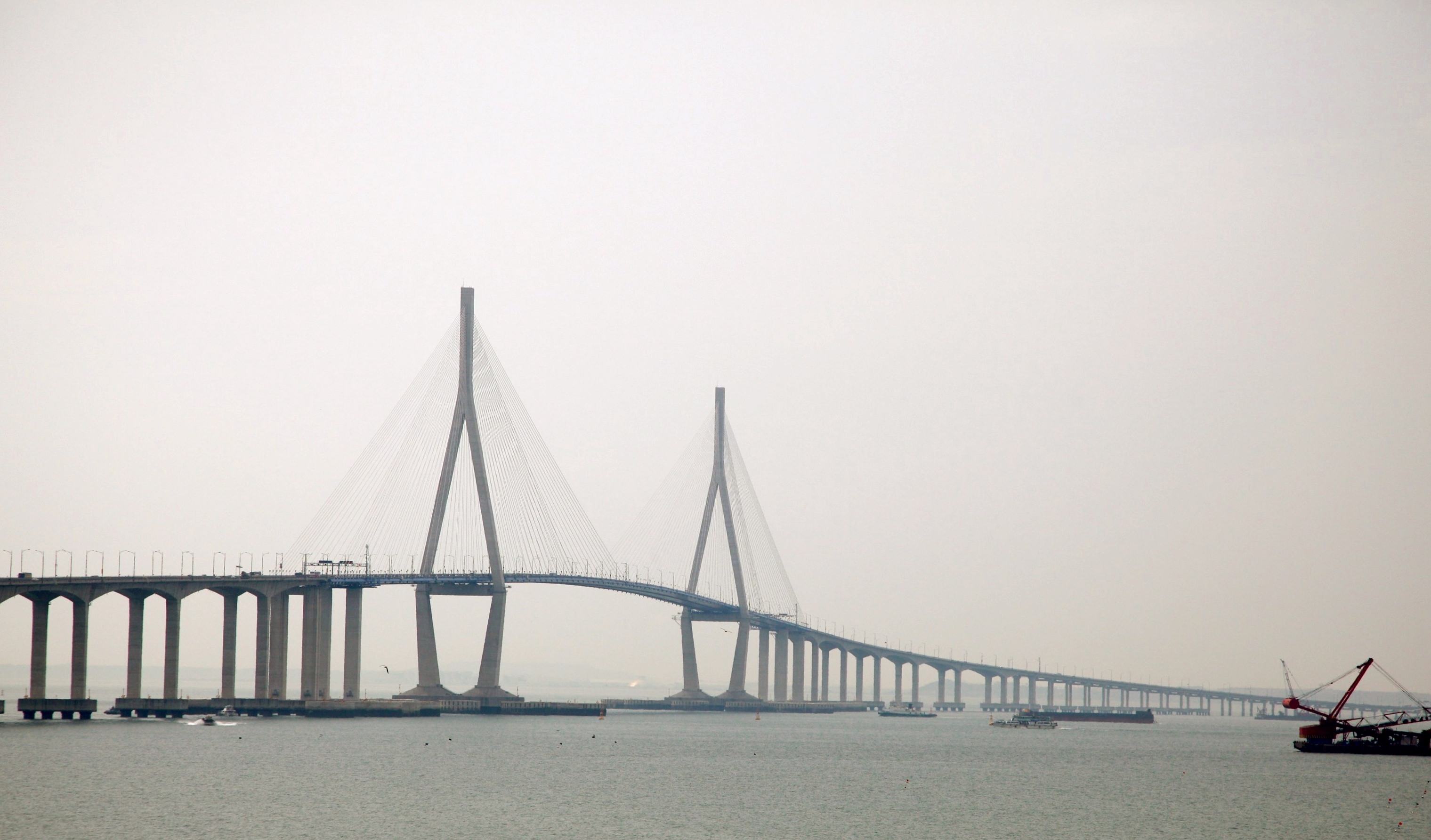
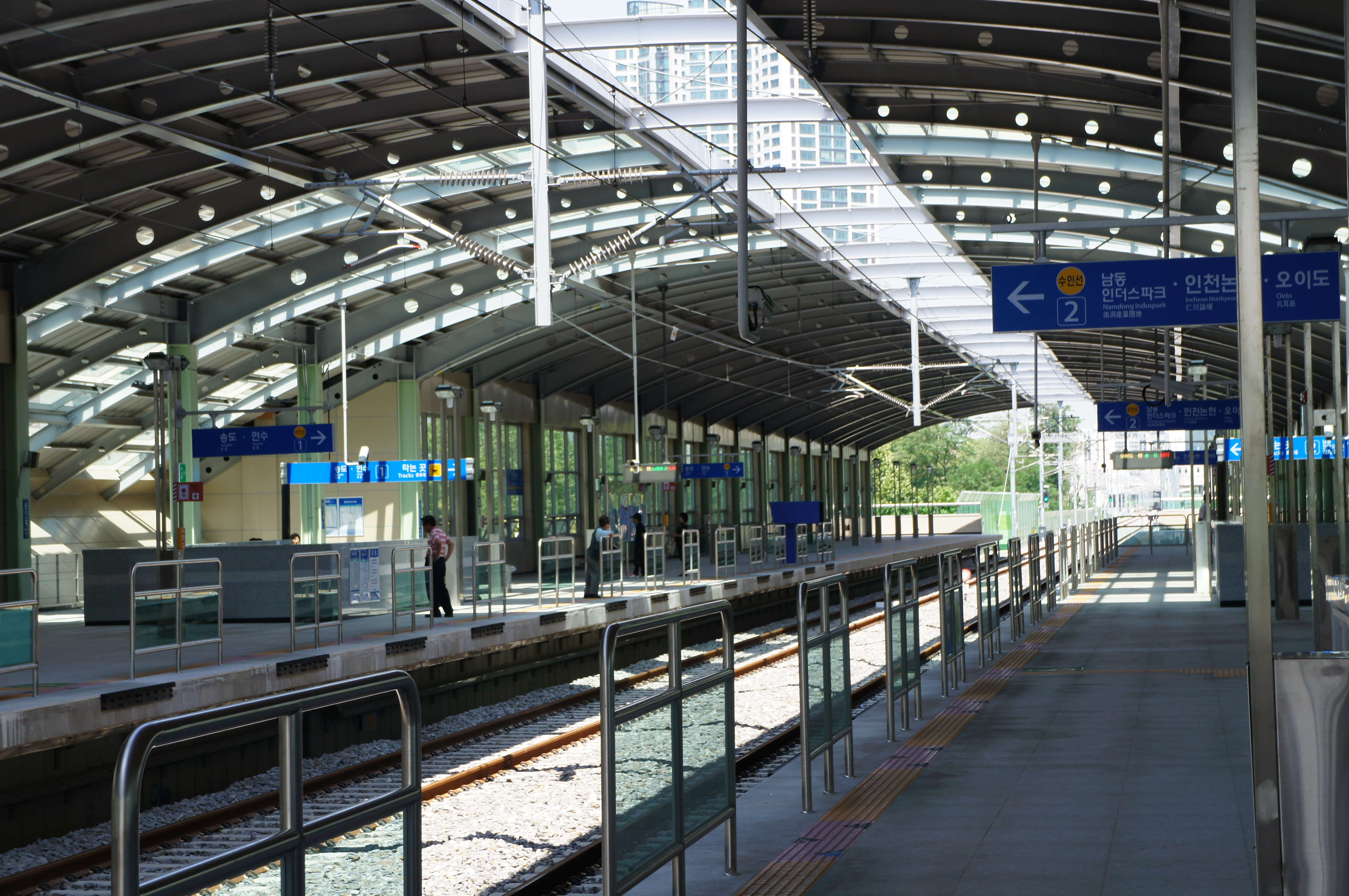

Yeonsu-gu se divide en una ciudad residencial típico que se forma por el plan de desarrollo urbano moderno y en una ciudad jardín que armoniza los bosques naturales, los espacios verdes, y los complejos de apartamentos de gran escala, con la línea de costa que aumenta el hermoso resplandor del sol poniente y el monte. Cheongryang y el monte. Munhak, que son las montañas famosas en Incheon, como la frontera.
Recientemente, Corea, Japón y China en el noreste de Asia se han convertido en los centros financieros del mundo y basada en la escala de mercado y potencial de crecimiento, que están creciendo como las 3 zonas económicas mundiales, junto con las zonas económicas de Europa y América del Norte.

## Divisiones administrativas de Yeonsu-gu

- Yeonsu 1-3 Dong (연수 1 ~ 3 동)
- Dongchun 1-3 Dong (동춘 1 ~ 3 동)
- Ongnyeon 1 y 2 Dong (옥련 1 ~ 2 동)
- Seonhak-dong (선학동)
- Cheonghak-dong (청학동)
- Songdo 1 y 2 dong (송도 1 ~ 2 동)